# Fenylgrupp

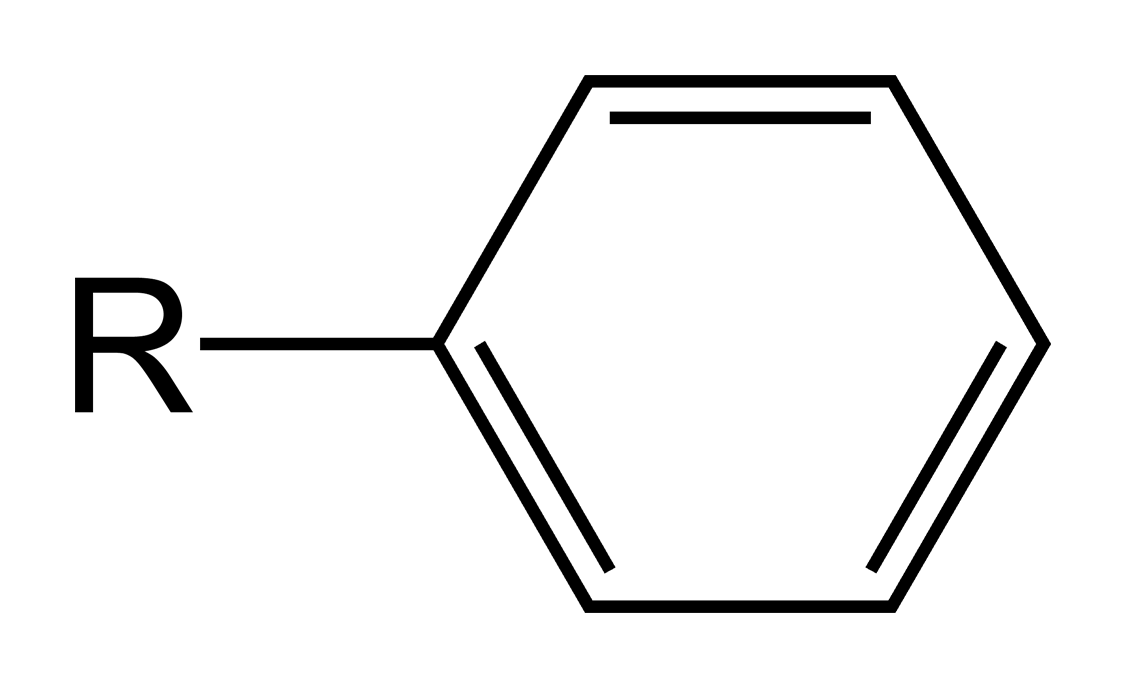
Denna förening kan skrivas R-Ph med text.

Med fenylgrupp menas den ringformade kemiska gruppen -C6H5. Förkortas ofta Ph i strukturformler, från engelskans phenyl. Fenylgruppen är hydrofob, och på grund av sin aromaticitet tämligen stabil.
Ej att förväxla med fenol.